# Buchtitel
Ein Buchtitel bezeichnet den Werktitel eines Buches, aber auch einer Schriftrolle (siehe Sillybos), unter dem es erscheint (publiziert wird) und in Titellisten geführt wird. Oft werden dem Haupttitel auch ergänzende Angaben in einem Untertitel bzw. Nebentitel  hinzugefügt.

## Funktionen und Arten von Buchtiteln
Philipp Erchinger unterscheidet in Anlehnung an Karl Bühler und Roman Ossipowitsch Jakobson vier grundlegende Funktionen des Buchtitels:
- die referentielle oder mitteilende Funktion, die daraus besteht, dass der Titel auf den Inhalt, den Gegenstand oder das Thema des Haupttextes verweist, indem er Zeit- bzw. Ortsangaben macht, den Namen des Protagonisten oder die Gattung benennt.
- die Appell- oder Wirkungsfunktion, die oft durch eine elliptische, suggestive oder anpreisende Sprache hervorgehoben wird. Titel erzeugen eine Erwartungshaltung und versuchen Aufmerksamkeit und Neugier zu wecken.
- die Ausdrucksfunktion tritt vor allem in literarischen Texten hervor, so durch „demonstrative Exposition einer individuellen Kunstfertigkeit“, eine „eigenwillige Manier“ oder durch „intertextuelle Bezugnahmen“.
- Eng damit verbunden ist die poetische Funktion, die durch auffälligen Sprachgebrauch evozierte „Einstellung auf die BOTSCHAFT als solche“ (Roman Jakobson). Bei literarischen Werken kann sie dazu dienen, diese Werke überhaupt erst als literarisch zu kennzeichnen.[1]

Gérard Genette unterscheidet in seinem Buch Paratexte zwischen thematischen und rhematischen Buchtiteln. Thematische Titel sind demnach solche Titel, die sich auf den „Inhalt“ des Textes beziehen, rhematische Titel hingegen solche, die beispielsweise als Gattungsangabe die „Form“ des Textes bezeichnen.

## Geschichte

### Europa
Buchtitel in der Form, wie sie heute verwendet werden, waren in der Antike noch nicht geläufig. Zwar sind für Dramen und Epen in den Quellen des Altertums schon früh Nennungen von Werktiteln bezeugt, in der Prosa ist das jedoch nicht der Fall. Viele der Titel, unter denen die antiken Texte heute bekannt sind, stammen wahrscheinlich nicht vom Autor selbst, sondern von Kopisten und Bibliothekaren.
Im Mittelalter diente vor allem das Kolophon oder das Incipit zur Kennzeichnung des Buches. Das separate Titelblatt als fester Bestandteil des dadurch benannten und als in sich geschlossenes Werk ausgewiesenen Buches entsteht erst mit der Einführung des Buchdrucks zur Zeit der Renaissance. In der Renaissance hat die Appellfunktion des Titels großes Gewicht, weil Druckerzeugnisse miteinander konkurrieren. Die Wahl des Buchtitels ist dabei meist nicht Sache der Autoren, sondern der Verleger, die eine Reihe von topischen Formeln zur Anpreisung des Buches entwickeln.
Im 17. Jahrhundert findet sich die Titelgebung verstärkt in Handbüchern zur Rhetorik und Poetik. Die in diesen Büchern geforderte Kürze von Buchtiteln wird in der Publizistik des Barock nur selten berücksichtigt. 1668 erscheint mit De ineptis librorum titulis die erste eigenständige Abhandlung zu Buchtiteln, die verschiedene „ungeeignete“ Buchtitel auflistet und kritisiert.
Im Vergleich zur vorangehenden Zeit werden die Buchtitel im 18. und 19. Jahrhundert im Durchschnitt erheblich kürzer. Die programmatische Formel für diese Abwendung von der Tradition der ausladenden Titel des Barock liefert Lessing in seiner Hamburgischen Dramaturgie (1767–1769): „Der Titel muss kein Küchenzettel sein. Je weniger er von dem Inhalt verrät, desto besser ist er.“ Die mediale Funktion des Titels als Instanz zwischen Text und Publikum wird später von Arthur Schopenhauer betont, der den Buchtitel mit der Aufschrift eines Briefes vergleicht. Zweck des Titels sei es vor allem, das Buch „dem Theil des Publikums zuzuführen, welchem sein Inhalt interessant seyn kann“. Diese Aufgabe erfülle er am besten, wenn er „koncis, lakonisch, prägnant und womöglich ein Monogramm [Grundriß] des Inhalts“ sei. Mitte des 20. Jahrhunderts lehnte Theodor W. Adorno – unter Rekurs auf Lessing – genau diese Konzentration des Titels auf den Inhalt aus literaturtheoretischen Erwägungen ab.

### Islamische Länder
In den islamischen Ländern, in denen die arabische Sprache als Literatursprache diente, wurden ab dem 10. Jahrhundert gereimte Titel populär. Sie dominierten nahezu ein Jahrtausend lang in den Werksbezeichnungen, um erst im Laufe des 19. Jahrhunderts zurückzutreten.
Die gereimten arabischen Buchtitel, die zum Teil auch für Werke in persischer, osmanisch-türkischer Sprache und auf Urdu verwendet wurden, sind in Sadschʿ gehalten und bestehen nach Arne A. Ambros üblicherweise aus zwei Teilen, einer Leitphrase, „die keine Information über den Inhalt des Werkes kommuniziert und nur dazu dienen soll, beim Leser eine positive Einstellung zu dem betreffenden Buche herbeizuführen“, und einer Themaphrase, die mit fī „über, betreffend“ eingeleitet ist, mit der Leitphrase reimt und eine Art Untertitel bildet. Als Beispiel für diese Titelstruktur verweist Arne Ambros auf die Titel Kifāyat al-fuḥūl fī ʿilm al-uṣūl „Die Genüge der Meister, über die Wissenschaft von den Grundlagen der Rechtstheorie“ und al-Ǧauhar aṯ-ṯamīn fī siyar al-ḫulafāʾ wa-s-salāṭīn „Das kostbare Juwel über die Biographien der Kalifen und Sultane“, die er willkürlich aus der Geschichte der arabischen Litteratur von Carl Brockelmann herausgegriffen hat.

## Rechtsfragen
Grundsätzlich entsteht ein Markenrecht an einem Buchtitel mit der Veröffentlichung des Werkes. Um den Titel schon vor dem Erscheinen zu schützen (z. B. „Entwicklung und Produktion“), kann der Anspruch auf so genannten vorgezogenen Werktitelschutz durch eine Titelschutzanzeige bekannt gemacht werden.
Diese Anzeige hat zeitlich begrenzt die gleiche Wirkung wie auch das Erscheinen des Werkes. Das geplante Werk muss jedoch innerhalb einer „angemessenen Frist“ auf den Markt kommen, sonst verfällt der vorgezogene Werktitelschutz. Welche Frist angemessen ist, richtet sich nach der Art des Werkes (beispielsweise sechs Monate bei Printmedien).
Titelschutzanzeigen können im Titelschutz-Magazin, Titelschutzanzeiger und Titelschutz-Journal (allesamt Anzeigenblätter) nach § 5 Abs. 3 MarkenG gegen Gebühr veröffentlicht werden. Ebenso können diese im Börsenblatt des Börsenvereins des Deutschen Buchhandels geschaltet werden. Dort gibt es auch eine Schiedsstelle für Streitigkeiten. Ebenfalls können Titelschutzanzeigen direkt im Internet geschaltet werden; es gibt jedoch noch kein rechtskräftiges Urteil über die Wirksamkeit.
Um schützenswert zu sein, muss ein Titel ein Minimum an Unterscheidungskraft  besitzen. Kafka wäre kein schützenswerter Titel, Kafka – Die Jahre der Entscheidungen schon.
Eine Behörde oder eine sonstige Einrichtung für die Anmeldung von Titelschutz gibt es nicht. Es gilt das Prinzip „Wer zuerst kommt, mahlt zuerst.“

## Grammatikalische Aspekte von Buchtiteln
Wird in einem Text ein Buchtitel zitiert, so wird er gegebenenfalls gebeugt. Beginnt der Buchtitel mit einem bestimmten Artikel, der durch die Beugung verändert wird, so wird dieser nicht in den Kursivsatz oder die Anführungszeichen, durch die der Titel hervorgehoben wird, mit einbezogen. Anhand des Romantitels Der Process (Franz Kafka) einige Beispiele:
```
… beim Lesen des 
Processes
 …
Sie gab ihm den 
Process
.
Sie kaufte eine Lektürehilfe zum 
Process
.
```

Soll der Buchtitel unverändert angegeben werden, muss man ihn in eine Formulierung einbetten, die keine Beugung erfordert:
```
… beim Lesen von Kafkas Werk 
Der Process
 …

Der Process
 hat beim Lesen …
```